# Witstuitbuizerd
De witstuitbuizerd (Parabuteo leucorrhous synoniem: Buteo leucorrhous ) is een roofvogel behorend tot de familie Acciptridae uit het geslacht Parabuteo.

## Kenmerken
De witstuitbuizerd is 34 tot 38 cm lang. Het is een zwart gekleurde vogel met een grijze glans over het verenkleed. De stuit en bovenstaartdekveren zijn wit. Op de staart zijn donkere dwarsbanden. Onvolwassen vogels zijn zandkleurig bruin. De snavel, poten en klauwen zijn oranjerood evenals de iris.

## Verspreiding en leefgebied
De witstuitbuizerd heeft een groot, maar versnipperd verspreidingsgebied dat ligt in de noordelijke en oostelijke uitlopers van de Andes in Venezuela tot in het noorden van Argentinië en verder in het zuiden van Brazilië en het noorden van Paraguay.

## Status
De kans op de status kwetsbaar (voor uitsterven) is gering. De grootte van de populatie is niet gekwantificeerd maar de vogel is niet algemeen en de indruk bestaat dat deze roofvogel in aantal achteruitgaat. Echter, het tempo van achteruitgang ligt onder de 30% in tien jaar (minder dan 3,5% per jaar). Om deze redenen staat deze buizerd als niet bedreigd op de Rode Lijst van de IUCN.